# Callicebus cinerascens
Callicebus cinerascens är en däggdjursart som först beskrevs av Johann Baptist von Spix 1823.  Callicebus cinerascens ingår i släktet springapor och familjen Pitheciidae. IUCN kategoriserar arten globalt som livskraftig. Inga underarter finns listade.
Enligt en studie från 2016 bör arten tillsammans med flera andra springapor flyttas till det nya släktet Plecturocebus.
Arten når en kroppslängd (huvud och bål) av 32 till 40 cm, en svanslängd av 39 till 48 cm och en vikt av 740 till 950 g. En krans kring ansiktet och pälsen på huvudets topp bildas av hår med gråa och ljusgråa avsnitt vad som ger ett spräckligt utseende. På strupen och på polisongerna kan den gråa pälsen ha inslag av gul. Även extremiteterna, bröstet och buken är täckta av grå päls. På ryggen förekommer däremot brun päls. Djuret har mörkgråa till svarta händer och fötter samt en mörkgrå svans.
Denna springapa förekommer i västra Brasilien vid floden Madeira. Habitatet utgörs av olika slags skogar samt av mera öppen terräng. Callicebus cinerascens äter blad, frukter, frön och insekter. Liksom andra springapor lever den i små familjegrupper med ett monogamt föräldrapar.
Ibland förenar sig några flockar till större grupper med upp till 12 medlemmar.